# Kinas Grand Prix 2011
Kinas Grand Prix 2011, officiellt 2011 Formula 1 UBS Chinese Grand Prix, var en Formel 1-tävling som hölls den 17 april 2011 på Shanghai International Circuit i Shanghai, Kina. Det var den tredje tävlingen av Formel 1-säsongen 2011 och kördes över 56 varv. Vinnare av loppet blev Lewis Hamilton för McLaren, tvåa blev Sebastian Vettel för Red Bull och trea blev Mark Webber, även han för Red Bull.

## Kvalet
| KR. | Nr | Förare             | Konstruktör          | Q1       | Q2       | Q3        | Grid |
| --- | -- | ------------------ | -------------------- | -------- | -------- | --------- | ---- |
| 1   | 1  | Sebastian Vettel   | Red Bull-Renault     | 1.35,674 | 1.34,776 | 1.33,706  | 1    |
| 2   | 4  | Jenson Button      | McLaren-Mercedes     | 1.35,924 | 1.34,662 | 1.34,421  | 2    |
| 3   | 3  | Lewis Hamilton     | McLaren-Mercedes     | 1.36,091 | 1.34,486 | 1.34,463  | 3    |
| 4   | 8  | Nico Rosberg       | Mercedes             | 1.35,272 | 1.35,850 | 1.34,670  | 4    |
| 5   | 5  | Fernando Alonso    | Ferrari              | 1.35,389 | 1.35,165 | 1.35,119  | 5    |
| 6   | 6  | Felipe Massa       | Ferrari              | 1.35,478 | 1.35,437 | 1.35,145  | 6    |
| 7   | 19 | Jaime Alguersuari  | Toro Rosso-Ferrari   | 1.36,133 | 1.35,563 | 1.36,158  | 7    |
| 8   | 15 | Paul di Resta      | Force India-Mercedes | 1.35,702 | 1.35,858 | 1.36,190  | 8    |
| 9   | 18 | Sébastien Buemi    | Toro Rosso-Ferrari   | 1.36,110 | 1.35,500 | 1.36,203  | 9    |
| 10  | 10 | Vitalij Petrov     | Renault              | 1.35,370 | 1.35,149 | Ingen tid | 10   |
| 11  | 14 | Adrian Sutil       | Force India-Mercedes | 1.36,092 | 1.35,874 |           | 11   |
| 12  | 17 | Sergio Pérez       | Sauber-Ferrari       | 1.36,046 | 1.36,053 |           | 12   |
| 13  | 16 | Kamui Kobayashi    | Sauber-Ferrari       | 1.36,147 | 1.36,236 |           | 13   |
| 14  | 7  | Michael Schumacher | Mercedes             | 1.35,508 | 1.36,457 |           | 14   |
| 15  | 11 | Rubens Barrichello | Williams-Cosworth    | 1.35,911 | 1.36,465 |           | 15   |
| 16  | 9  | Nick Heidfeld      | Renault              | 1.35,910 | 1.36,611 |           | 16   |
| 17  | 12 | Pastor Maldonado   | Williams-Cosworth    | 1.36,121 | 1.36,956 |           | 17   |
| 18  | 2  | Mark Webber        | Red Bull-Renault     | 1.36,468 |          |           | 18   |
| 19  | 20 | Heikki Kovalainen  | Lotus-Renault        | 1.37,894 |          |           | 19   |
| 20  | 21 | Jarno Trulli       | Lotus-Renault        | 1.38,318 |          |           | 20   |
| 21  | 25 | Jérôme d'Ambrosio  | Virgin-Cosworth      | 1.39,119 |          |           | 21   |
| 22  | 24 | Timo Glock         | Virgin-Cosworth      | 1.39,708 |          |           | 22   |
| 23  | 23 | Vitantonio Liuzzi  | HRT-Cosworth         | 1.40,212 |          |           | 23   |
| 24  | 22 | Narain Karthikeyan | HRT-Cosworth         | 1.40,445 |          |           | 24   |

| Vidare från första kvalrundan ▬▬ Vidare från andra kvalrundan ▬▬ |

## Resultat
| Pos. | Nr | Förare             | Konstruktör          | Varv | Tid         | Grid | P  |
| ---- | -- | ------------------ | -------------------- | ---- | ----------- | ---- | -- |
| 1    | 3  | Lewis Hamilton     | McLaren-Mercedes     | 56   | 1:36.58,226 | 3    | 25 |
| 2    | 1  | Sebastian Vettel   | Red Bull-Renault     | 56   | +5,198      | 1    | 18 |
| 3    | 2  | Mark Webber        | Red Bull-Renault     | 56   | +7,555      | 18   | 15 |
| 4    | 4  | Jenson Button      | McLaren-Mercedes     | 56   | +10,000     | 2    | 12 |
| 5    | 8  | Nico Rosberg       | Mercedes             | 56   | +13,448     | 4    | 10 |
| 6    | 6  | Felipe Massa       | Ferrari              | 56   | +15,840     | 6    | 8  |
| 7    | 5  | Fernando Alonso    | Ferrari              | 56   | +30,622     | 5    | 6  |
| 8    | 7  | Michael Schumacher | Mercedes             | 56   | +31,026     | 14   | 4  |
| 9    | 10 | Vitaly Petrov      | Renault              | 56   | +57,404     | 10   | 2  |
| 10   | 16 | Kamui Kobayashi    | Sauber-Ferrari       | 56   | +1.03,273   | 13   | 1  |
| 11   | 15 | Paul di Resta      | Force India-Mercedes | 56   | +1.08,757   | 8    |    |
| 12   | 9  | Nick Heidfeld      | Renault              | 56   | +1.12,739   | 16   |    |
| 13   | 11 | Rubens Barrichello | Williams-Cosworth    | 56   | +1.30,189   | 15   |    |
| 14   | 18 | Sébastien Buemi    | Toro Rosso-Ferrari   | 56   | +1.30,671   | 9    |    |
| 15   | 14 | Adrian Sutil       | Force India-Mercedes | 55   | +1 varv     | 11   |    |
| 16   | 20 | Heikki Kovalainen  | Lotus-Renault        | 55   | +1 varv     | 19   |    |
| 17   | 17 | Sergio Pérez       | Sauber-Ferrari       | 55   | +1 varv     | 12   |    |
| 18   | 12 | Pastor Maldonado   | Williams-Cosworth    | 55   | +1 varv     | 17   |    |
| 19   | 21 | Jarno Trulli       | Lotus-Renault        | 55   | +1 varv     | 20   |    |
| 20   | 25 | Jérôme d'Ambrosio  | Virgin-Cosworth      | 54   | +2 varv     | 21   |    |
| 21   | 24 | Timo Glock         | Virgin-Cosworth      | 54   | +2 varv     | 22   |    |
| 22   | 23 | Vitantonio Liuzzi  | HRT-Cosworth         | 54   | +2 varv     | 23   |    |
| 23   | 22 | Narain Karthikeyan | HRT-Cosworth         | 54   | +2 varv     | 24   |    |
| Ret  | 19 | Jaime Alguersuari  | Toro Rosso-Ferrari   | 9    | Hjul        | 7    |    |

| Förare och stall som tog poäng ▬▬ |

## Ställning efter loppet
|     | Pos. | Förare           | Poäng |
| --- | ---- | ---------------- | ----- |
| ▬   | 1    | Sebastian Vettel | 68    |
| ▲ 1 | 2    | Lewis Hamilton   | 47    |
| ▼ 1 | 3    | Jenson Button    | 38    |
| ▬   | 4    | Mark Webber      | 37    |
| ▬   | 5    | Fernando Alonso  | 26    |

|     | Pos. | Konstruktör      | Poäng |
| --- | ---- | ---------------- | ----- |
| ▬   | 1    | Red Bull-Renault | 105   |
| ▬   | 2    | McLaren-Mercedes | 85    |
| ▬   | 3    | Ferrari          | 50    |
| ▬   | 4    | Renault          | 32    |
| ▲ 4 | 5    | Mercedes         | 16    |

- Notering: Endast de fem bästa placeringarna i vardera mästerskap finns med på listorna.